# Mùa bão Đông Bắc Thái Bình Dương 2023
Mùa bão Đông Bắc Thái Bình Dương 2023 là một sự kiện mà theo đó, các cơn bão được hình thành ở Thái Bình Dương, phía Bắc xích đạo, phía Đông đường đổi ngày quốc tế trong năm 2023 - Khu vực được theo dõi chính thức của hai trung tâm gồm Trung tâm Bão Quốc gia Hoa Kỳ (NHC) và Trung tâm Bão Giữa Thái Bình Dương (CPHC) thuộc NOAA. Các xoáy thuận nhiệt đới hình thành trên toàn vùng sẽ được NHC theo dõi và thêm hậu tố E (nếu nó hình thành trong khu vực từ phía Đông kinh tuyến 140 độ Tây của Thái Bình Dương - lưu vực Phía Đông của Bắc Thái Bình Dương) hoặc được CPHC thêm hậu tố C (nếu hình thành trong khu vực nằm giữa kinh tuyến 140 độ Tây và 180 độ - lưu vực giữa Bắc Thái Bình Dương) đằng sau số thứ tự theo thời gian chúng xuất hiện trong năm của mỗi lưu vực. Còn nếu nhiễu động/xoáy thuận mạnh lên thành bão nhiệt đới/cận nhiệt đới (thông thường từ 1 áp thấp nhiệt đới), thì nó sẽ được đặt tên theo một danh sách tên bão nhất định đã được lập ra từ trước (xem chi tiết danh sách tên bão ở dưới).

## Danh sách bão

### Bão Dora
Một sóng nhiệt đới mà NHC đã theo dõi kể từ ngày 16 tháng 7 đã vượt qua Trung Mỹ vào Đông Thái Bình Dương vào ngày 29 tháng 7, ngoài khơi El Salvador , tạo ra một vùng mưa giông lớn trong môi trường thuận lợi.  Hệ thống được tổ chức tốt hơn vào ngày 31 tháng 7 và áp thấp nhiệt đới 05E hình thành vào chiều hôm đó.  Đối lưu sâu gia tăng bên trong vùng áp thấp và nó mạnh lên thành Bão nhiệt đới Dora vào đầu ngày hôm sau.  Trong thời gian từ ngày 2 đến ngày 3 tháng 8, Dora nhanh chóng mạnh lên cấp 4, khi bão đi xa về phía tây nam của Cabo San Lucas, Baja California Sur. Sau đó, sau khi trải qua chu kỳ thay thế thành mắt  và suy yếu xuống BÃO cấp 3, nó lại mạnh lên cấp 4, với sức gió duy trì đạt 140 mph (220 km/h) vào đầu ngày 4 tháng 8. Cuối ngày hôm đó và vào tiếp theo, hệ thống suy yếu xuống cấp 2, với sức gió giảm xuống còn 105 mph (165 km/h), trước khi hồi phục. Dora đạt cấp 4 lần thứ ba vào ngày 5 tháng 8, với sức gió duy trì ở mức 145 mph (230 km/h).  Sự tái tăng cường này dẫn đến việc Dora có được các đặc điểm hình khuyên,  hiển thị một con mắt đối xứng rộng 17 dặm (28 km), được bao quanh bởi một vòng dày đặc của hoạt động giông bão dữ dội, được bao bọc trong các dải mưa rào và giông bão xoay quanh cốt lõi của nó.  Lúc 15:00 UTC ngày hôm sau, Dora, trải qua một sự dao động nhẹ về cường độ khi di chuyển về phía tây với vận tốc 21 mph (33 km/h), đã đi vào khu vực Trung tâm Thái Bình Dương.
Dora vẫn là cơn bão cấp 4 mạnh vào ngày 8 tháng 8 khi nó di chuyển xa về phía nam của Đảo Hawaii với sức gió duy trì 130 mph (215 km/h). Sau đó, vào sáng ngày 9 tháng 8, Dora lại mạnh lên, tạo ra sức gió 145 mph (230 km/h) trong môi trường nhiệt độ mặt nước biển ấm áp, độ cắt thấp. Nó tiếp tục thể hiện các đặc điểm hình khuyên, với một mắt đối xứng rộng 9,2 dặm (15 km) được xác định rõ ràng, được bao quanh bởi một vùng u ám dày đặc ở trung tâm có chiều rộng dưới 120 dặm (190 km).  Cuối ngày hôm đó, cấu trúc hình khuyên của Dora xuống cấp, khiến hệ thống dễ bị không khí khô xâm nhập.  Trong thời gian này, cơn bão đi qua phía nam đảo Johnston. Do sự thay đổi trong cấu trúc cơn bão, Dora đã suy yếu xuống cấp 3 vào sáng ngày 10 tháng 8.  Theo thời gian, độ đứt gió về phía nam khiến cấu trúc của cơn bão bắt đầu xuống cấp một số khi nó chuyển hướng. về phía tây-tây bắc dọc theo rìa phía tây nam của hệ thống áp suất cao.  Lúc 21:00 UTC ngày 11 tháng 8, Dora suy yếu xuống mức bão cấp 2 ở vị trí cách Đảo Midway khoảng 900 mi (1.450 km) về phía nam.  Ba giờ sau, nó đi đến Đường đổi ngày quốc tế , ra khỏi khu vực vực Trung tâm Thái Bình Dương, đi vào Tây Bắc Thái Bình Dương. Theo Trung tâm Cảnh báo Bão Liên hợp (JTWC), Dora đã nhanh chóng suy yếu thành áp thấp nhiệt đới vào ngày 21 tháng 8, tuy nhiên CPHC đã không theo dõi vào thời điểm đó.

Mặc dù Dora không gây ra mối đe dọa trực tiếp cho Quần đảo Hawaii nhưng Cơ quan Thời tiết Quốc gia ở Honolulu đã đưa ra nhiều cảnh báo và tư vấn về thời tiết, đặc biệt là cảnh báo đỏ, đối với các phần của các hòn đảo khác nhau với dự đoán cơn bão sẽ giúp tăng cường gió mậu dịch cùng với một đợt hạn hán đang diễn ra. Một gradient áp suất lớn giữa một xoáy nghịch mạnh ở phía bắc Hawaii và Dora ở phía nam đã tạo ra những cơn gió có độ dốc cực kỳ mạnh trên quần đảo, từ đó gây ra nhiều vụ cháy rừng ở Hawaii. Vụ hỏa hoạn kinh hoàng nhất xảy ra ở Maui, nơi có ít nhất 98 người thiệt mạng. Ngoài ra, hơn 2.200 tòa nhà, chủ yếu ở Lahaina, bị hư hại hoặc phá hủy. Cháy rừng trở thành thảm họa thiên nhiên nguy hiểm nhất trong lịch sử Hawaii được ghi nhận.

### Bão Irwin
Vào ngày 23 tháng 8, một máng áp thấp hình thành ở xa về phía nam bán đảo Baja California. Sáng sớm ngày 27 tháng 8, vùng nhiễu động được tổ chức, trở thành áp thấp nhiệt đới 10-E.  Trong điều kiện không mấy thuận lợi, hệ thống này có thể mạnh lên và trở thành Bão nhiệt đới Irwin 12 giờ sau đó.  Irwin vẫn là một cơn bão được tổ chức kém, gặp khó khăn trong việc tạo ra sự đối lưu bền vững do nhiệt độ nước biển ngày càng thấp hơn và độ ẩm tương đối thấp.  Do đó, nó suy yếu và trở thành vùng áp thấp hậu nhiệt đới vào ngày 29 tháng 8.

### Bão Jova
Vào ngày 1 tháng 9, một cơn sóng nhiệt đới đã xuất hiện ở vùng viễn đông Thái Bình Dương phía nam bờ biển El Salvador và Guatemala.  Một vùng áp thấp với hoàn lưu rộng lớn được hình thành trong đó hai ngày sau đó ở phía nam bờ biển tây nam Mexico.  Vùng áp thấp trở nên có tổ chức hơn vào ngày 4 tháng 9, một hoàn lưu xác định phát triển và một dải đối lưu sâu rõ rệt hình thành xung quanh nửa phía tây của nó. NHC đã phân loại hệ thống này là áp thấp nhiệt đới 11-E lúc 21:00 UTC chiều hôm đó.  Áp thấp nhiệt đới mạnh lên thành bão nhiệt đới, được đặt tên là Jova vào sáng sớm ngày 5 tháng 9, lúc bão ở phía nam-tây nam của Cabo San Lucas  Baja California Sur. Ở đó, Jova đã mạnh lên nhanh chóng , từ cơn bão nhiệt đới với sức gió duy trì 70 dặm/giờ (110 km/giờ) đến cơn bão cấp 5 với sức gió duy trì 160 dặm/giờ (260 km/h) trong khoảng thời gian 24 giờ kết thúc lúc 03:00 UTC. vào ngày 7 tháng 9, sức gió duy trì tăng thêm 90 mph (150 km/h).  Cuối ngày hôm đó, Jova bắt đầu chu kỳ thay thế thành mắt, bắt đầu xu hướng suy yếu.  Xu hướng suy yếu tiếp tục kéo dài đến ngày 8 tháng 9, khi Jova di chuyển vào vùng nước có nhiệt độ dưới 79 °F (26 °C),  và đến chiều hôm đó gió của nó đã giảm xuống cường độ bão cấp 1. Jova suy yếu thành bão nhiệt đới vào sáng sớm ngày 9 tháng 9, do sự xâm nhập của không khí khô kéo dài dẫn đến sự suy giảm đối lưu sâu và sự suy giảm của dải đối lưu xung quanh hệ thống. Sau đó, tất cả đối lưu sâu trong cơn bão chấm dứt và đám mây tổng thể của nó ngày càng trở nên mất tổ chức trong sáng ngày 10 tháng 9. Do đó, Jova thoái hóa thành vùng áp thấp hậu nhiệt đới với sức gió 35 dặm/giờ (55 km/h).

### Áp thấp nhiệt đới 12-E
Vào ngày 11 tháng 9, NHC bắt đầu theo dõi một khu vực có mưa rào và giông vô tổ chức liên quan đến làn sóng nhiệt đới ở xa về phía tây nam bán đảo Baja California.  Ngày hôm sau, một vùng áp thấp hoàn lưu rộng được hình thành và bắt đầu có một số dấu hiệu tổ chức vào ngày hôm sau. Những xu hướng này tiếp tục diễn ra khi đối lưu sâu xung quanh tâm nhiễu động đang phát triển trở nên đủ lâu và được tổ chức đầy đủ vào sáng ngày 15 tháng 9, khiến hệ thống được phân loại là áp thấp nhiệt đới 12‑E. Áp thấp đã cố gắng tạo ra sự đối lưu sâu liên tục trong nhiều giờ sau khi hình thành do độ đứt gió tây vừa phải. Cấu trúc của nó bị suy giảm vào sáng hôm sau,  và đối lưu sâu dai dẳng chấm dứt, dẫn đến áp thấp nhiệt đới suy yếu thành áp thấp hậu nhiệt đới vào cuối ngày 16 tháng 9.

### Bão Kenneth
Vào ngày 16 tháng 9, NHC bắt đầu theo dõi một khu vực có khả năng hình thành xoáy thuận nhiệt đới với mưa rào và giông ở xa phía nam bờ biển phía nam Mexico.  Mưa rào và giông trong vùng áp thấp trở nên liên tuc hơn trong vài ngày tiếp theo và được tổ chức tốt hơn vào sáng ngày 19 tháng 9, dẫn đến sự hình thành áp thấp nhiệt đới 13-E.  Di chuyển về phía tây vào chiều hôm đó trong bối cảnh nhiệt độ mặt nước biển ấm áp và điều kiện khí quyển thuận lợi, áp thấp có thể mạnh lên phần nào và trở thành bão nhiệt đới, được đặt tên là Kenneth.  Gió cắt vừa phải ở phía đông đã hạn chế sự mạnh lên khi nó tiếp tục di chuyển về phía tây.  Mặc dù vậy, Kenneth vẫn tổ chức tốt hơn và mạnh lên một chút, đạt cường độ cực đại vào ngày 20 tháng 9 với sức gió duy trì tối đa 50 dặm/h (85 km/h). Sau khi duy trì sức mạnh thêm một ngày, Kenneth bắt đầu suy yếu vào ngày 21 tháng 9 do gió đứt theo phương thẳng đứng Tây Nam ngày càng gia tăng, khiến đối lưu của bão suy yếu.  Sáng sớm ngày 22 tháng 9, Kenneth suy yếu thành áp thấp nhiệt đới và suy yếu thành tàn dư vô tổ chức 6 giờ sau đó.

### Bão Lidia
Một người đã thiệt mạng ở phía bắc Puerto Vallarta sau khi gió mạnh do Lidia làm đổ cây trên một chiếc xe tải, và hai người khác bị thương ở Autlan de Navarro và Cihuatlán ở Jalisco. Nhiều cây cối bị bật gốc và lũ lụt xảy ra, nước lũ tràn ngập một bệnh viện và xe cộ, khiến nhiều người mắc kẹt.

### Bão Norma
Norma mang theo sóng lớn, lũ lụt và gió lớn đến Baja California Sur. Lượng mưa trên 4 inch (100 mm) khi nó đi qua ở một số khu vực. Trạm thời tiết trên những ngọn đồi xung quanh Cabo San Lucas quan trắc được những cơn gió giật với tốc độ hơn 90 dặm/giờ (140 km/h) (với gió giật mạnh nhất là 107 dặm/giờ (172 km/giờ)).  Nhiều đường phố và kênh rạch khắp La Paz bị ngập khi bão đi qua. Ngoài ra, gió giật cũng thổi đổ nhiều cây cối, làm hư hỏng nhiều thuyền buồm dọc theo bờ biển của thành phố. Các khu nghỉ dưỡng và khách sạn ở Thành phố Los Cabos ít thiệt hại do cơn bão. Do ảnh hưởng của cơn bão đối với đường sá và cơ sở hạ tầng công cộng khác ở những nơi khác, thống đốc Baja California Sur đã ban hành tuyên bố thảm họa. Norma gây mưa lớn và gây mất điện trên diện rộng ở Sinaloa khi nó đổ bộ vào bờ dưới dạng áp thấp nhiệt đới.  Ba người chết trong bang, trong đó có hai người do tai nạn liên quan đến xe cộ và một đứa trẻ 3 tuổi do bị điện giật. Kính vỡ, cây đổ, nhà cửa và cơ sở kinh doanh bị hư hại, chủ yếu ở các thành phố Los Mochis, Ahome và Guasave.

## Tên bão
Danh sách tên sau đây đang được sử dụng cho các cơn bão được đặt tên ở lưu vực Đông Bắc Thái Bình Dương trong năm 2023. Các tên bị khai tử, nếu có, sẽ được Tổ chức Khí tượng Thế giới công bố vào mùa xuân năm 2024. Các tên không được rút khỏi danh sách này sẽ là được sử dụng một lần nữa trong mùa bão 2029. Đây là danh sách tương tự được sử dụng trong mùa bão 2017.
Sau đây là các tên bão được đề xuất trong mùa bão 2023:
| - Adrian - Beatriz - Calvin - Dora - Eugene - Fernanda - Greg - Hilary | - Irwin - Jova - Kenneth - Lidia - Max - Norma - Otis - Pilar | - Ramon - Selma (chưa sử dụng) - Todd (chưa sử dụng) - Veronica (chưa sử dụng) - Wiley (chưa sử dụng) - Xina (chưa sử dụng) - York (chưa sử dụng) - Zelda (chưa sử dụng) |